# لاله واژگون آنهوئینسیس
لاله واژگون آنهوئینسیس(نام علمی: Fritillaria anhuiensis) نام یک گونه از سرده لاله واژگون است.